# Comando Militar do Sul
Sediado na capital gaúcha, o Comando Militar do Sul é um dos comandos militares de área do Exército Brasileiro, enquadrando sobre seu comando direto: a 3ª Região Militar - "Região Dom Diogo de Souza", sediada em Porto Alegre; a 5ª Região Militar - "Região Heróis da Lapa", sediada em Curitiba; a 3ª Divisão de Exército - "Divisão Encouraçada", sediada em Santa Maria; a 5ª Divisão de Exército - "Divisão Marechal José Bernardino Bormann", sediada em Curitiba  e a 6.ª Divisão de Exército - "Divisão Voluntários da Pátria", sediada em Porto Alegre. 

## História
Em 1921, foi criada a Inspetoria de Regiões, com área de abrangência sobre o Rio Grande do Sul, Santa Catarina, Paraná, São Paulo e Mato Grosso. Em 1944, as inspetorias foram transformadas em Grupos de Regiões Militares, sendo que o 1º Grupo de Região Militar, agora compreendendo apenas os estados da Região Sul do Brasil.
Em 1952, é transformado em Zona Militar Sul. Em 1956, o Exército é reestruturado e as Zonas Militares são transformadas em quatro exércitos, sendo que o III Exército ficou sediado em Porto Alegre. Em 1961, sob o comando do general Machado Lopes, se empenhou em defender a legalidade constitucional da posse de João Goulart, na crise causada pela renúncia de Jânio Quadros, quando os três ministros militares do então ex-presidente se opuseram radicalmente à posse de seu vice.
Em 1985, novamente é reestruturado o Exército, com a criação dos Comandos Militares de Área, passando a Região Sul a se subordinar ao Comando Militar do Sul.

## Organização
- 3ª Região Militar - Sediada na cidade de Porto Alegre/RS e jurisdição sobre o Estado do Rio Grande do Sul;
- 3ª Divisão de Exército - Grande Comando Operacional, sediado na cidade de Santa Maria/RS, sendo desdobrado na região ocidental do estado do Estado do Rio Grande do Sul;
- 6.ª Divisão de Exército - Grande Comando Operacional, sediado na cidade de Porto Alegre/RS, sendo desdobrado na região oriental e fronteira sul do Estado do Rio Grande do Sul;
- 5ª Região Militar - Sediada na cidade de Curitiba/PR e jurisdição sobre os Estados do Paraná e Santa Catarina;
- 5ª Divisão de Exército - Grande Comando Operacional, sediado na cidade de Curitiba/PR, sendo desdobrado nos Estados do Paraná e Santa Catarina;
- 3º Grupamento Logístico - Grande Comando Logístico, sediado na cidade de Porto Alegre/RS.[2]
- 4º Grupamento de Engenharia - Grande Comando de Engenharia, sediado na cidade de Porto Alegre/RS.[2]

## Efetivos
O Comando Militar do Sul possui um efetivo de 50.000 militares. O Comando e subdivido em 162 Organizações Militares e 20 Tiros de Guerra.